# Rozalin (województwo podkarpackie)
Rozalin – wieś sołecka w Polsce położona w województwie podkarpackim, w powiecie tarnobrzeskim, w gminie Nowa Dęba.
W latach 1975–1998 miejscowość położona była w województwie tarnobrzeskim.

## Części wsi
| SIMC    | Nazwa    | Rodzaj    |
| ------- | -------- | --------- |
| 0800491 | Bardo    | część wsi |
| 0800500 | Biele    | część wsi |
| 1043715 | Gawralin | część wsi |
| 0800522 | Pod Górą | część wsi |

## Historia

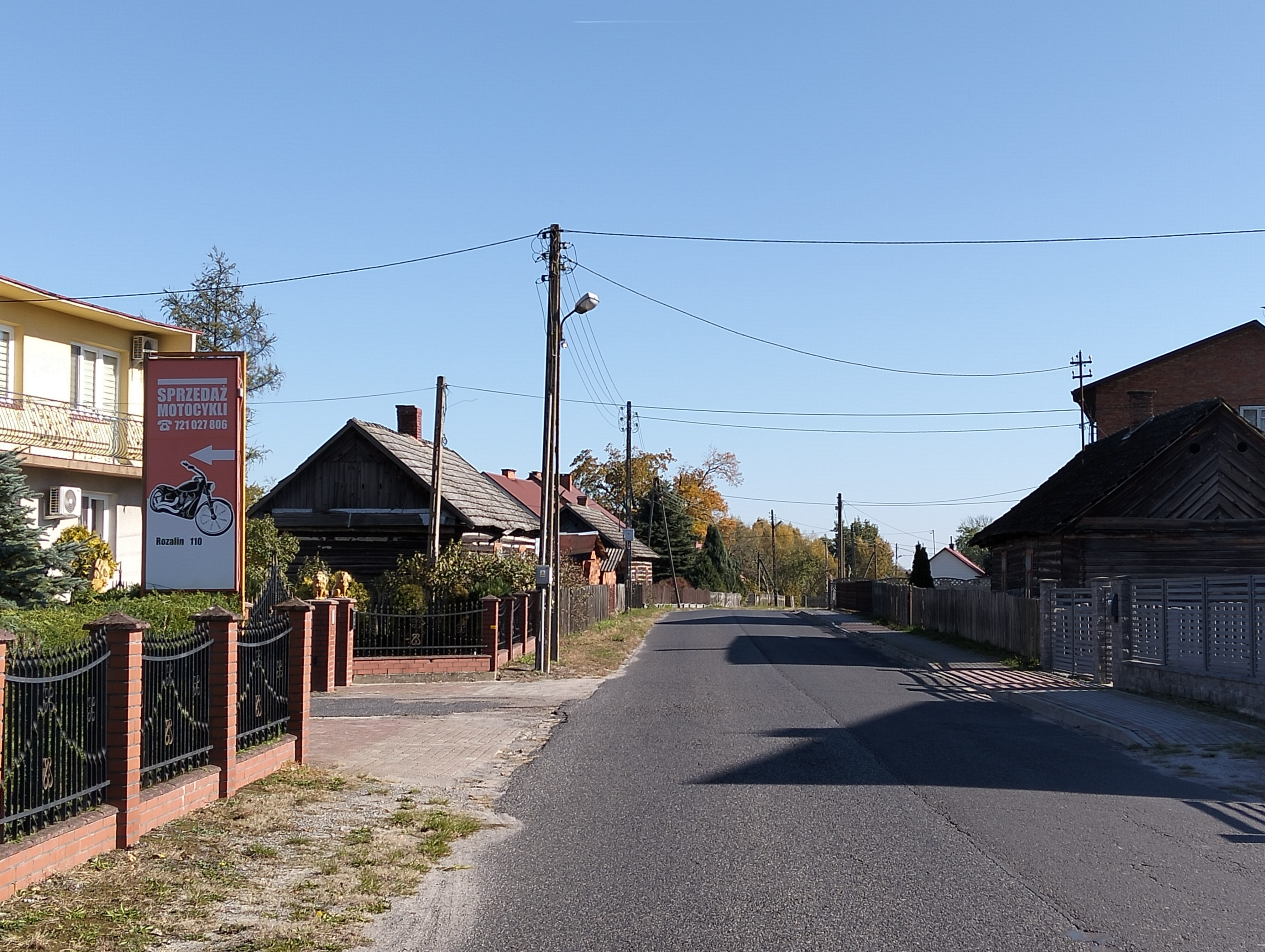
Fragment wsi

Rozalin k. Nowej Dęby to niewielka miejscowość lokowana na początku XIX wieku przez Tarnowskich. Z chwilą zajęcia Galicji przez Austrię zostały zapoczątkowane akcje osadnicze, mające na celu zajęcie ziem leśnych pod uprawę roli. Analogiczną działalność prowadzili Tarnowscy. Puszcza nie dawała należytych dochodów. Bardziej opłacało się osadzanie włościan i pobieranie czynszów, danin. W dorzeczu Dęby, na świeżo odwadnianych terenach porośniętych licha brzeziną i olchą ulokowali oni 3 wsie: Tarnowską Wolę, Rozalin i Gabrielin. Nieco później, bo około 1836, ulokowali kolejne wsie – Alfredówkę, Janówkę, Hermanów.
Wszystkie wsie, w tym i Rozalin, mają po dziś dzień jednakowy kształt – przedstawiają one jeden lub 2 rzędy domów z trójpolowym układem gruntów.
W książce adresowej z 1929 roku możemy przeczytać, że Rozalin zamieszkiwało wówczas 565 mieszkańców, a władali nim hrabia Zdzisław i Zofia Tarnowscy. Sprzedażą wyrobów tytoniowych zajmował się J. Furtak, a wyszynk trunków prowadził Ch. Safior. Ponadto we wsi był kołodziej – Dobrowolski i kowal – J. Furtak.
W środku wsi znajduje się kapliczka z dzwonnicą z 1913 roku. Wg tradycji w dniu śmierci któregokolwiek z mieszkańców rozbrzmiewał dzwon.

## Legenda
Nazwa Rozalin pochodzi od imienia zmarłej przedwcześnie córki Tarnowskich.
Wg legendy córka Tarnowskich Rozalia chorowała na nogi i nie mogła chodzić. Leczono ją w różnych miastach, lecz żaden lekarz nie potrafił jej wyleczyć. Hrabia chciał córce poprawić humor i kupował rozmaite rzeczy. W Krakowie kupił naszyjnik i kolczyki, lecz kiedy je przywiózł, hrabianka mu podziękowała, lecz wolała oddać je biedniejszym ludziom. Hrabia szukał dalej czegoś, aby uszczęśliwić córkę. Kiedy był w Biele, postanowił wybudować tam kapliczkę na skraju lasu, aby ludzie mogli się modlić za zdrowie jego córki. Kiedy wrócił do domu, opowiedział córce, co zamierza zrobić. Rozalia bardzo się uradowała i prosiła, aby ją tam zawieźć, kiedy budowa się ukończy. Tak uczyniono. Kiedy hrabianka dojechała na miejsce, cudem wstała, odzyskując zdrowie. Hrabia kupił obraz świętej Rozalii na ołtarz do kaplicy. Od tego czasu wieś nazywa się Rozalin.

## Zabytki
- Kapliczka z 1913 r.
- ok. 5 zabytkowych domów (część wciąż w użytku)

## Kultura
- Zespół folklorystyczny Bielowanie